# Senkkasten

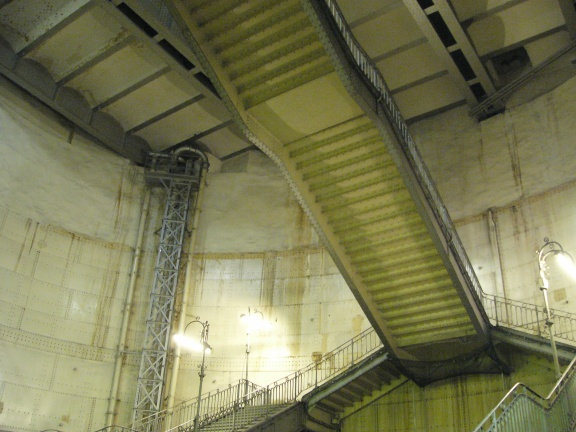
Caissons in der Pariser Métrostation Cité

Ein Senkkasten (auch französisch Caisson) ist ein Kasten, der als Fundament oder Arbeitsraum unter die Wasseroberfläche versenkt wird. Für Unterwasserarbeiten wird im oben geschlossenen Senkkasten, ähnlich einer Taucherglocke, mit Überdruck das Wasser verdrängt.

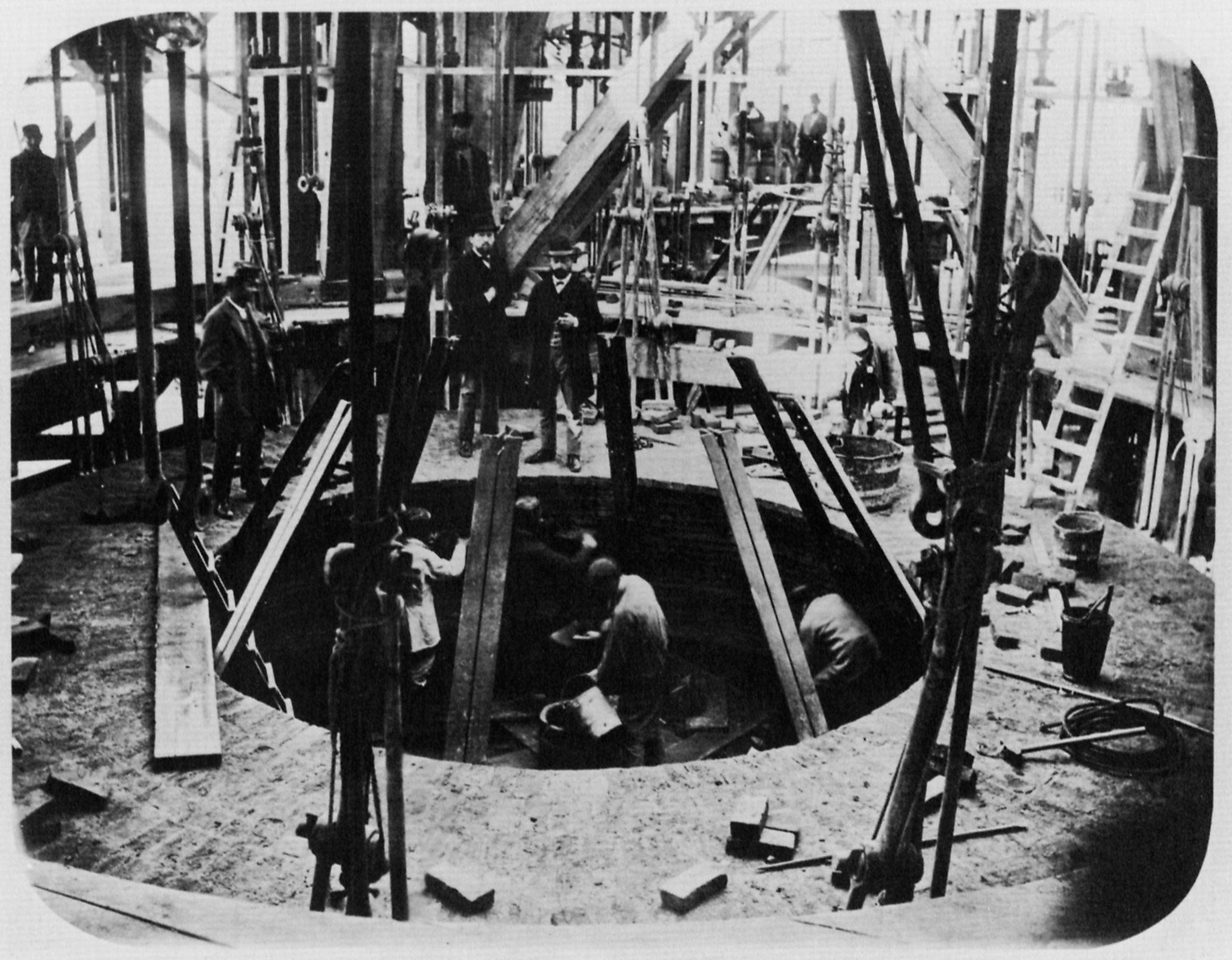
Gemauerte Senkglocke der Rheinbrücken beim Düsseldorfer Stadtteil Hamm, 1869

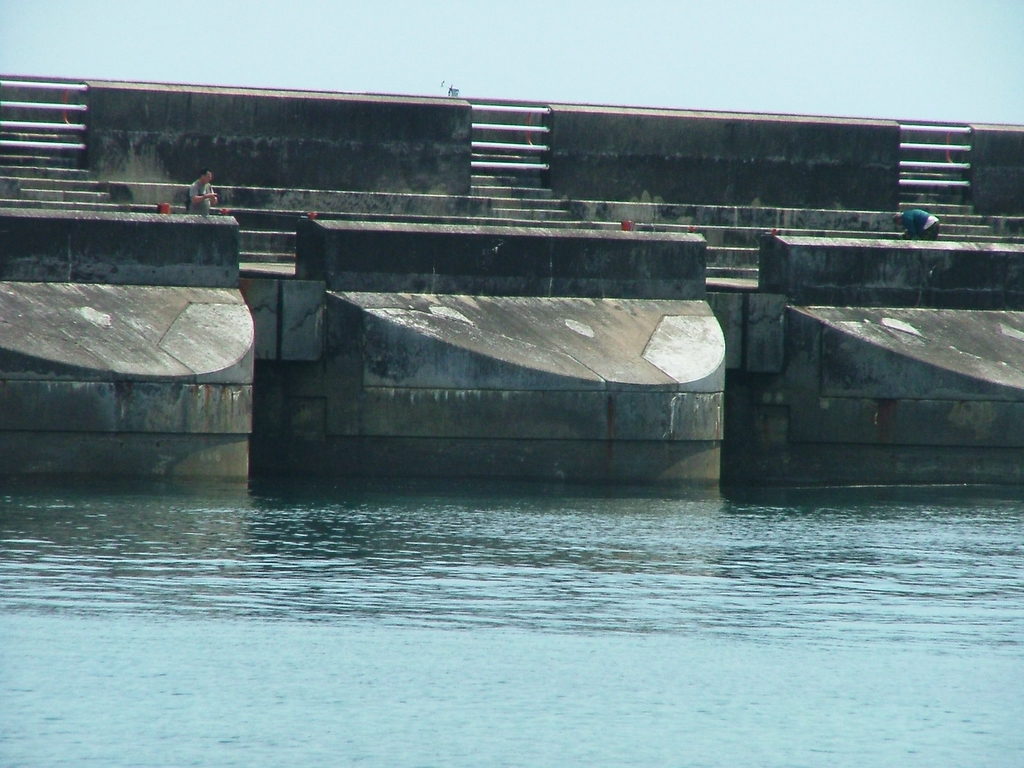
Betongefüllte Caissons an einem Wellenbrecher

Das Verfahren wird seit Mitte des 19. Jahrhunderts bei Unterwasserarbeiten eingesetzt.
Der Senkkasten wird in der Regel an Land erbaut und danach an die erforderliche Stelle auf dem Wasser geschleppt und dort versenkt. Häufig ist es erforderlich, den Senkkasten in eine bestimmte Tiefe in den Grund einzusenken. In diesem Fall wird er als Arbeitsraum genutzt, der nach unten geöffnet ist. Um das umgebende Wasser am Eindringen zu hindern, wird der Hohlraum unter hinreichenden Überdruck gesetzt.
Wiederholt kann das Material des Grundes durch eine Schleuse weggeschafft werden – der Senkkasten kann in der Folge immer weiter abgesenkt werden. Ist die erforderliche Tiefe erreicht, wird der Hohlraum – meist im Kontraktorverfahren – mit Beton verfüllt. Auf diese Weise kann z. B. die Gründung eines Brückenpfeilers entstehen.

## Unterwasserarbeiten
Für Menschen, die in einer solchen unter Überdruck gesetzten Senkglocke arbeiten, besteht ein Gesundheitsrisiko. Wenn der Druckabfall beim Verlassen des Senkkastens zu rasch erfolgt, können sich Gasblasen aus Stickstoff in Blut und Körpergewebe bilden. Diese sogenannte Caissonkrankheit kann zu Lähmungen oder zum Tode führen. Mittlerweile wird dieser Gefahr entgegengewirkt, indem sich Arbeiter nach ihrer Tätigkeit im Caisson über eine Druckschleuse in eine Dekompressionskammer begeben, in welcher der Druck über einen längeren Zeitraum kontrolliert langsam abgesenkt wird.

## Verwendung
Die erste Brücke, bei der Senkkästen in größerem Umfang zum Einsatz kamen, war die Westminster Bridge (ab 1739).
Bauwerke, die mit Hilfe von Senkkästen realisiert wurden:
- Alter Elbtunnel, Hamburg
- Bay Bridge, San Francisco
- Brooklyn Bridge, New York City
- Drogdentunnel, Öresundverbindung
- Eiffelturm, Paris
- Freihafenelbbrücke, Hamburg
- Kraftwerk Birsfelden, Basel-Stadt / Basel-Land
- La Pallice
- Rheinbrücke Kehl
- Roter Sand
- Saalachkraftwerk Bad Reichenhall, Sperrenanlage
- Schelde-Freileitungskreuzung Doel
- Skye Bridge, Schottland
- Spreetunnel Friedrichshagen, Berlin
- Unterirdisches Erschließungssystem (UES) des Bundestages, Berlin
- Stausee Lipno
- Strelasund-Freileitungskreuzung
- Tiergartentunnel, Berlin
- Tower Bridge, London[1]
- Transbay Tube, San Francisco
- Westminster Bridge, London

## Allgemeines
Werden etwa Tunnelbaustellen unter Luftüberdruck betrieben, um  vor Wassereinbruch zu schützen, handelt es sich ebenfalls um Druckbaustellen mit denselben Anforderungen an Dekompressionskammern beim Verlassen.

## Trivia
Im Film Wasser für Canitoga (1939) werden das Prinzip des Caissons und seine Gefahren erklärt: Im Finale des Films gerät Darsteller Hans Albers fiktiv bei Arbeiten in einem Caisson aufgrund zu großer Druckunterschiede in eine lebensgefährliche Situation.